# Africký pohár národů 2013 (soupisky)
Soupisky na Africký pohár národů 2013, který se hrál v Jihoafrické republice.
| Zlato              | Stříbro                 | Bronz           |
| ------------------ | ----------------------- | --------------- |
| Nigérie • Soupiska | Burkina Faso • Soupiska | Mali • Soupiska |

## Skupina A

### Jihoafrická republika
Hlavní trenér:  Gordon Igesund
| Jméno                  | Datum narození | Datum úmrtí                         | Klub                   |
| Brankáři               | Brankáři       | Brankáři                            | Brankáři               |
| ---------------------- | -------------- | ----------------------------------- | ---------------------- |
| Wayne Sandilands       | 23.8.1983      |                                     | Mamelodi Sundowns FC   |
| Itumeleng Khune        | 20.6.1987      |                                     | Kaizer Chiefs FC       |
| Senzo Meyiwa           | 24.9.1987      | 26. října 2014 (ve věku 30 let)     | Orlando Pirates        |
| Obránci                |                |                                     |                        |
| Siboniso Gaxa          | 6.4.1984       |                                     | Kaizer Chiefs FC       |
| Tsepo Masilela         | 5.5.1985       |                                     | Kaizer Chiefs FC       |
| Thabo Nthethe          | 3.10.1984      |                                     | Bloemfontein Celtic FC |
| Anele Ngcongca         | 21.10.1987     | 23. listopadu 2020 (ve věku 33 let) | KRC Genk               |
| Thabo Matlaba          | 13.12.1987     |                                     | Orlando Pirates        |
| Bongani Khumalo -      | 6.1.1987       |                                     | PAOK Soluň             |
| Siyabonga Sangweni     | 29.9.1981      |                                     | Orlando Pirates        |
| Záložníci              |                |                                     |                        |
| Lerato Chabangu        | 15.8.1985      |                                     | Moroka Swallows FC     |
| Siphiwe Tshabalala     | 25.9.1984      |                                     | Kaizer Chiefs FC       |
| Thulani Serero         | 11.4.1990      |                                     | AFC Ajax               |
| Reneilwe Letsholonyane | 9.6.1982       |                                     | Kaizer Chiefs FC       |
| Kagisho Dikgacoi       | 24.11.1984     |                                     | Crystal Palace FC      |
| Dean Furman            | 22.6.1988      |                                     | Oldham Athletic AFC    |
| Thuso Phala            | 27.5.1986      |                                     | Platinum Stars FC      |
| May Mahlangu           | 1.5.1989       |                                     | Helsingborgs IF        |
| Oupa Manyisa           | 30.7.1988      |                                     | Orlando Pirates        |
| Útočníci               |                |                                     |                        |
| Lehlohonolo Majoro     | 19.8.1986      |                                     | Kaizer Chiefs FC       |
| Katlego Mphela         | 29.11.1984     |                                     | Mamelodi Sundowns FC   |
| Bernard Parker         | 16.3.1986      |                                     | Kaizer Chiefs FC       |
| Tokelo Rantie          | 8.9.1990       |                                     | Malmö FF               |

### Kapverdy
Hlavní trenér:  Lúcio Antunes
| Jméno           | Datum narození | Datum úmrtí | Klub                               |
| Brankáři        | Brankáři       | Brankáři    | Brankáři                           |
| --------------- | -------------- | ----------- | ---------------------------------- |
| Vozinha         | 3.6.1986       |             | Progresso Associação do Sambizanga |
| Fock            | 25.7.1982      |             | Batuque FC                         |
| Rilly           | 25.1.1992      |             | CS Mindelense                      |
| Obránci         |                |             |                                    |
| Fernando Varela | 26.11.1987     |             | FC Vaslui                          |
| Guy Ramos       | 16.8.1985      |             | RKC Waalwijk                       |
| Nando -         | 9.6.1978       |             | LB Châteauroux                     |
| Josimar Lima    | 2.8.1989       |             | FC Dordrecht                       |
| Gegé            | 24.2.1988      |             | CS Marítimo                        |
| Nivaldo         | 10.7.1988      |             | Académica de Coimbra               |
| Pecks           | 10.4.1993      |             | Gil Vicente FC                     |
| Carlitos        | 23.4.1985      |             | AEL Limassol                       |
| Záložníci       |                |             |                                    |
| Sténio          | 6.5.1988       |             | CD Feirense                        |
| Babanco         | 27.7.1985      |             | SC Olhanense                       |
| Toni Varela     | 13.6.1986      |             | Sparta Rotterdam                   |
| Marco Soares    | 6.6.1984       |             | AC Omonia                          |
| Ronny           | 7.12.1978      |             | CS Fola Esch                       |
| Útočníci        |                |             |                                    |
| Platini         | 16.4.1986      |             | CD Santa Clara                     |
| Rambé           | 4.10.1989      |             | CF Os Belenenses                   |
| Héldon Ramos    | 14.11.1988     |             | CS Marítimo                        |
| Júlio Tavares   | 19.11.1988     |             | Dijon FCO                          |
| Ryan Mendes     | 8.1.1990       |             | Lille OSC                          |
| Djaniny         | 21.3.1991      |             | SC Olhanense                       |
| David Silva     | 11.10.1986     |             | SC Olhanense                       |

### Angola
Hlavní trenér:  Gustavo Ferrín
| Jméno               | Datum narození | Datum úmrtí | Klub                               |
| Brankáři            | Brankáři       | Brankáři    | Brankáři                           |
| ------------------- | -------------- | ----------- | ---------------------------------- |
| Lamá                | 1.2.1981       |             | Atlético Petróleos Luanda          |
| Landú               | 4.1.1990       |             | C.R.D. Libolo                      |
| Neblú               | 16.12.1993     |             | CD Primeiro de Agosto              |
| Obránci             |                |             |                                    |
| Marco Airosa        | 6.8.1984       |             | AEL Limassol                       |
| Lunguinha           | 16.1.1986      |             | Kabuscorp SC                       |
| Dani Massunguna     | 1.5.1986       |             | CD Primeiro de Agosto              |
| Fabrício            | 20.9.1988      |             | GD Interclube                      |
| Zuela               | 3.8.1983       |             | APOEL FC                           |
| Bastos              | 23.11.1991     |             | Atlético Petróleos Luanda          |
| Amaro               | 12.11.1986     |             | CD Primeiro de Agosto              |
| Miguel              | 17.11.1991     |             | Atlético Petróleos Luanda          |
| Mingo Bile          | 15.6.1987      |             | CD Primeiro de Agosto              |
| Záložníci           |                |             |                                    |
| Dedé                | 4.7.1981       |             | AEL Limassol                       |
| Manucho Diniz       | 4.6.1986       |             | CD Primeiro de Agosto              |
| Gilberto            | 21.9.1982      |             | AEL Limassol                       |
| Pirolito            | 7.4.1993       |             | GD Interclube                      |
| Geraldo             | 23.11.1991     |             | Paraná Clube                       |
| Manuel              | 30.12.1989     |             | Atlético Sport Aviação             |
| Útočníci            |                |             |                                    |
| Djalma              | 30.5.1987      |             | Kasımpaşa SK                       |
| Manucho Gonçalves - | 7.3.1983       |             | Real Valladolid                    |
| Mateus Galiano      | 18.1.1984      |             | CD Nacional                        |
| Yano                | 8.7.1992       |             | Progresso Associação do Sambizanga |
| Guilherme Afonso    | 15.11.1985     |             | FC Vaduz                           |

### Maroko
Hlavní trenér:  Rašíd Távsí
| Jméno                | Datum narození | Datum úmrtí | Klub             |
| Brankáři             | Brankáři       | Brankáři    | Brankáři         |
| -------------------- | -------------- | ----------- | ---------------- |
| Nádir Lamjágrí -     | 13.2.1976      |             | Wydad Casablanca |
| Anás Znítí           | 28.10.1988     |             | MAS Fez          |
| Chalíd Askrí         | 20.3.1981      |             | Raja Casablanca  |
| Obránci              |                |             |                  |
| Abdarrahím Aččakír   | 15.12.1986     |             | ASFAR Rabat      |
| Zakaría Bergdíč      | 7.1.1989       |             | RC Lens          |
| Ahmád Kantárí        | 28.6.1985      |             | Stade Brestois   |
| Mahdí Benatía        | 17.4.1987      |             | Udinese Calcio   |
| Abdelhamíd Kavtárí   | 17.3.1990      |             | Montpellier HSC  |
| Abdelatíf Násir      | 20.2.1990      |             | MAS Fez          |
| Esám Adúa            | 12.9.1986      |             | Vitória SC       |
| Záložníci            |                |             |                  |
| Adil Harmáš          | 27.6.1986      |             | Al Hilal FC      |
| Abdelazíz Barrada    | 19.6.1989      |             | Getafe CF        |
| Karim Ahmádí         | 27.1.1985      |             | Aston Villa FC   |
| Júnis Bilhanda       | 25.2.1990      |             | Montpellier HSC  |
| Čahír Bilgazání      | 6.10.1986      |             | AC Ajaccio       |
| Kámil Čafní          | 11.6.1982      |             | Stade Brestois   |
| Abdeliláh Hafídí     | 14.5.1992      |             | Raja Casablanca  |
| Útočníci             |                |             |                  |
| Júsef Arábí          | 3.2.1987       |             | Granada CF       |
| Usáma Asaídí         | 15.8.1988      |             | Liverpool FC     |
| Júsef Kadíví         | 28.9.1984      |             | ASFAR Rabat      |
| Munír Hamdáví        | 14.7.1984      |             | ACF Fiorentina   |
| Abdarrazak Hamdalláh | 17.12.1990     |             | Olympique Safi   |
| Nurdín Amrabat       | 31.3.1987      |             | Galatasaray SK   |

## Skupina B

### Ghana
Hlavní trenér:  James Kwesi Appiah
| Jméno                  | Datum narození | Datum úmrtí                    | Klub                           |
| Brankáři               | Brankáři       | Brankáři                       | Brankáři                       |
| ---------------------- | -------------- | ------------------------------ | ------------------------------ |
| Daniel Agyei           | 10.11.1989     |                                | Liberty Professionals Accra FC |
| Adam Larsen Kwarasey   | 12.12.1987     |                                | Strømsgodset IF                |
| Fatau Dauda            | 6.4.1985       |                                | Ashanti Gold SC                |
| Obránci                |                |                                |                                |
| Richard Boateng        | 25.11.1988     |                                | Berekum Chelsea FC             |
| Mohamed Awal           | 1.5.1988       |                                | Maritzburg United FC           |
| Jerry Akaminko         | 2.5.1988       |                                | Eskişehirspor                  |
| Jonathan Mensah        | 13.7.1990      |                                | Evian Thonon Gaillard FC       |
| John Boye              | 23.4.1987      |                                | Stade Rennais FC               |
| Harrison Afful         | 24.6.1986      |                                | Espérance Sportive de Tunis    |
| Záložníci              |                |                                |                                |
| John Paintsil          | 15.6.1981      |                                | Hapoel Tel Aviv FC             |
| Anthony Annan          | 21.7.1986      |                                | CA Osasuna                     |
| Emmanuel Agyemang-Badu | 2.12.1990      |                                | Udinese Calcio                 |
| Derek Boateng          | 2.5.1983       |                                | FK Dnipro                      |
| Albert Adomah          | 13.12.1987     |                                | Bristol City FC                |
| Mohammed Rabiu         | 31.12.1989     |                                | Evian Thonon Gaillard FC       |
| Solomon Asante         | 15.9.1990      |                                | Berekum Chelsea FC             |
| Isaac Vorsah           | 21.6.1988      |                                | FC Red Bull Salzburg           |
| Kwadwo Asamoah         | 9.12.1988      |                                | Juventus FC                    |
| Útočníci               |                |                                |                                |
| Asamoah Gyan -         | 22.11.1985     |                                | Al Ajn FC                      |
| Christian Atsu         | 10.1.1992      | 6. února 2023 (ve věku 31 let) | FC Porto                       |
| Emmanuel Clottey       | 30.8.1987      |                                | Espérance Sportive de Tunis    |
| Richmond Boakye        | 28.1.1993      |                                | US Sassuolo Calcio             |
| Wakaso Mubarak         | 25.7.1990      |                                | RCD Espanyol                   |

### Mali
Hlavní trenér:  Patrice Carteron
| Jméno                   | Datum narození | Datum úmrtí | Klub                     |
| Brankáři                | Brankáři       | Brankáři    | Brankáři                 |
| ----------------------- | -------------- | ----------- | ------------------------ |
| Mamadou Samassa         | 16.2.1990      |             | Penjara FC               |
| Soumbeïla Diakité       | 25.8.1984      |             | Stade Malien             |
| Aly Yirango             | 4.1.1994       |             | Djoliba AC               |
| Obránci                 |                |             |                          |
| Fousseni Diawara        | 28.8.1980      |             | AC Ajaccio               |
| Adama Tamboura          | 18.5.1985      |             | Randers FC               |
| Adama Coulibaly         | 10.9.1980      |             | AJ Auxerre               |
| Idrissa Coulibaly       | 19.12.1987     |             | Al-Duhail SC             |
| Molla Wagué             | 21.2.1991      |             | SM Caen                  |
| Salif Coulibaly         | 12.6.1993      |             | Djoliba AC               |
| Mahamadou N'Diaye       | 21.6.1990      |             | Vitória SC               |
| Ousmane Coulibaly       | 9.7.1989       |             | Stade Brestois           |
| Záložníci               |                |             |                          |
| Mohamed Sissoko         | 22.1.1985      |             | Paris Saint-Germain FC   |
| Mohamed Kalilou Traoré  | 9.9.1987       |             | FC Sochaux-Montbéliard   |
| Sigamary Diarra         | 10.1.1984      |             | AC Ajaccio               |
| Seydou Keita -          | 16.1.1980      |             | Ta-lien I-fang           |
| Sambou Yatabaré         | 2.3.1989       |             | SC Bastia                |
| Mahamane Traoré         | 31.8.1988      |             | FC Metz                  |
| Samba Sow               | 29.4.1989      |             | RC Lens                  |
| Samba Diakité           | 24.1.1989      |             | Queens Park Rangers FC   |
| Útočníci                |                |             |                          |
| Cheick Fantamady Diarra | 11.2.1992      |             | Stade Rennais FC         |
| Cheick Diabaté          | 25.4.1988      |             | FC Girondins de Bordeaux |
| Modibo Maïga            | 3.9.1987       |             | West Ham United FC       |
| Mamadou Samassa         | 1.5.1986       |             | AC ChievoVerona          |

### Niger
Hlavní trenér:  Gernot Rohr
| Jméno                   | Datum narození | Datum úmrtí | Klub                         |
| Brankáři                | Brankáři       | Brankáři    | Brankáři                     |
| ----------------------- | -------------- | ----------- | ---------------------------- |
| Moussa Alzouma          | 30.9.1982      |             | AS GNN                       |
| Kassaly Daouda          | 19.8.1983      |             | Chippa United FC             |
| Saminou Rabo            | 23.8.1981      |             | Sahel SC                     |
| Obránci                 |                |             |                              |
| Kader Amadou            | 5.4.1989       |             | Olympic FC de Niamey         |
| Luky James              | 23.7.1992      |             | AS Douanes                   |
| Mohamed Chikoto         | 28.2.1989      |             | AS Marsa                     |
| Ismaël Alassane         | 3.4.1984       |             | Al Sahel SC                  |
| Mohamed Bachar          | 6.11.1992      |             | AS Douanes                   |
| Mohamed Soumaïla        | 30.10.1994     |             | Olympic FC de Niamey         |
| Záložníci               |                |             |                              |
| Lassina Abdoul Karim    | 20.5.1987      |             | Coton Sport FC de Garoua     |
| Idrissa Laouali         | 11.9.1979      |             | ASFAN                        |
| Kourouma Fatoukouma     | 11.7.1984      |             | Chabab Rif Al-Hoceima        |
| Boubacar Talatou        | 12.3.1987      |             | AS GNN                       |
| Souleymane Dela Sacko   | 1.8.1987       |             | AS Mangasport                |
| Issoufou Boubacar Garba | 2.2.1990       |             | CS Hammam-Lif                |
| William N'Gounou        | 31.7.1983      |             | IF Limhamn Bunkeflo          |
| Issiaka Koudize         | 3.1.1987       |             | AS GNN                       |
| Útočníci                |                |             |                              |
| Moussa Maâzou -         | 25.8.1988      |             | Étoile Sportive du Sahel     |
| Modibo Sidibé           | 5.12.1985      |             | bez angažmá                  |
| Kamilou Daouda          | 29.12.1987     |             | JS Saoura                    |
| Alhassane Issoufou      | 1.1.1981       |             | Wydad Athletic de Fès        |
| Koffi Dan Kowa          | 19.9.1989      |             | Espérance Sportive de Zarzis |
| Amadou Moutari          | 19.1.1994      |             | Le Mans FC                   |

### DR Kongo
Hlavní trenér:  Claude Le Roy
| Jméno                   | Datum narození | Datum úmrtí | Klub                     |
| Brankáři                | Brankáři       | Brankáři    | Brankáři                 |
| ----------------------- | -------------- | ----------- | ------------------------ |
| Muteba Kidiaba          | 1.2.1976       |             | TP Mazembe               |
| Parfait Mandanda        | 10.10.1989     |             | R. Charleroi SC          |
| Cédrick Bakala Landu    | 3.3.1992       |             | FC MK Etanchéité         |
| Obránci                 |                |             |                          |
| Mpeko Issama            | 3.3.1986       |             | AS Vita Club             |
| Jean Kasusula           | 5.8.1986       |             | TP Mazembe               |
| Larrys Mabiala          | 8.10.1987      |             | Kardemir Karabükspor     |
| Landry Mulemo           | 17.9.1986      |             | KV Kortrijk              |
| Cédric Mongongu         | 22.6.1989      |             | Evian Thonon Gaillard FC |
| Chancel Mbemba Mangulu  | 8.8.1994       |             | RSC Anderlecht           |
| Gabriel Zakuani         | 31.5.1986      |             | Peterborough United FC   |
| Záložníci               |                |             |                          |
| Mulota Kabangu          | 31.12.1985     |             | TP Mazembe               |
| Budge Manzia            | 24.9.1994      |             | Sharks XI                |
| Youssouf Mulumbu        | 25.1.1987      |             | West Bromwich Albion FC  |
| Zola Matumona           | 26.11.1981     |             | RAEC Mons                |
| Yves Diba Ilunga        | 12.8.1987      |             | Ar-Raed FC               |
| Cédric Makiadi          | 23.2.1984      |             | SC Freiburg              |
| Makuntima Kisombe       | 10.10.1992     |             | DC Motema Pembe          |
| Útočníci                |                |             |                          |
| Trésor Mputu -          | 10.12.1985     |             | TP Mazembe               |
| Dieumerci Mbokani       | 22.11.1985     |             | RSC Anderlecht           |
| Déo Kanda               | 11.8.1989      |             | TP Mazembe               |
| Dioko Kaluyituka        | 2.1.1987       |             | Al Kharaitiyat SC        |
| Lomana LuaLua           | 28.12.1980     |             | Kardemir Karabükspor     |
| Héritier Luvumbu Nzinga | 23.12.1987     |             | SC Rojolu Lukaku         |

## Skupina C

### Zambie
Hlavní trenér:  Hervé Renard
| Jméno                 | Datum narození | Datum úmrtí | Klub                      |
| Brankáři              | Brankáři       | Brankáři    | Brankáři                  |
| --------------------- | -------------- | ----------- | ------------------------- |
| Joshua Titima         | 20.10.1992     |             | Power Dynamos FC          |
| Kennedy Mweene        | 12.11.1984     |             | Free State Stars FC       |
| Danny Munyao          | 21.1.1987      |             | Red Arrows FC             |
| Obránci               |                |             |                           |
| Francis Kasonde       | 1.9.1986       |             | TP Mazembe                |
| Joseph Musonda        | 30.5.1977      |             | Golden Arrows FC          |
| Hijani Himoonde       | 15.6.1985      |             | TP Mazembe                |
| Davies Nkausu         | 1.1.1986       |             | SuperSport United FC      |
| Stoppila Sunzu        | 22.6.1989      |             | TP Mazembe                |
| Emmanuel Mbola        | 10.5.1993      |             | FC Porto                  |
| Nathan Sinkala        | 23.4.1991      |             | TP Mazembe                |
| Záložníci             |                |             |                           |
| Chisamba Lungu        | 31.1.1991      |             | FK Ural                   |
| Isaac Chansa          | 23.3.1984      |             | Che-nan Ťien-jie          |
| Felix Katongo         | 18.4.1984      |             | Atlético Petróleos Luanda |
| Noah Chivuta          | 25.12.1983     |             | Free State Stars FC       |
| William Njovu         | 4.3.1987       |             | Hapoel Beer Ševa FC       |
| Rainford Kalaba       | 14.8.1986      |             | TP Mazembe                |
| Jonas Sakuwaha        | 22.7.1983      |             | Al-Merrikh SC             |
| Mukuka Mulenga        | 7.6.1993       |             | Power Dynamos FC          |
| Útočníci              |                |             |                           |
| Jacob Mulenga         | 12.2.1984      |             | FC Utrecht                |
| Collins Mbesuma       | 3.2.1984       |             | Orlando Pirates           |
| Christopher Katongo - | 31.8.1982      |             | Che-nan Ťien-jie          |
| James Chamanga        | 2.2.1980       |             | Liao-ning Chung-jün       |
| Emmanuel Mayuka       | 21.11.1990     |             | Southampton FC            |

### Nigérie
Hlavní trenér:  Stephen Keshi
| Jméno              | Datum narození | Datum úmrtí | Klub                |
| Brankáři           | Brankáři       | Brankáři    | Brankáři            |
| ------------------ | -------------- | ----------- | ------------------- |
| Vincent Enyeama    | 29.8.1982      |             | Maccabi Tel Aviv FC |
| Austin Ejide       | 8.4.1984       |             | Hapoel Beer Ševa FC |
| Chigozie Agbim     | 28.11.1984     |             | Enugu Rangers       |
| Obránci            |                |             |                     |
| Joseph Yobo -      | 6.9.1980       |             | Fenerbahçe SK       |
| Elderson Echiéjilé | 20.1.1988      |             | SC Braga            |
| Efe Ambrose        | 18.10.1988     |             | Celtic FC           |
| Azubuike Egwuekwe  | 28.11.1988     |             | Warri Wolves FC     |
| Godfrey Oboabona   | 16.8.1990      |             | Sunshine Stars FC   |
| Juwon Oshaniwa     | 14.9.1990      |             | FC Ašdod            |
| Kenneth Omeruo     | 17.10.1993     |             | ADO Den Haag        |
| Záložníci          |                |             |                     |
| Nwankwo Obiorah    | 18.6.1989      |             | Calcio Padova       |
| John Obi Mikel     | 22.4.1987      |             | Chelsea FC          |
| Reuben Gabriel     | 25.9.1990      |             | Kano Pillars FC     |
| Fegor Ogude        | 29.7.1987      |             | Vålerenga IF        |
| Ogenyi Onazi       | 25.12.1992     |             | SS Lazio            |
| Ejike Uzoenyi      | 23.3.1988      |             | Enugu Rangers       |
| Sunday Mba         | 28.11.1988     |             | Enugu Rangers       |
| Nosa Igiebor       | 9.11.1990      |             | Real Betis          |
| Útočníci           |                |             |                     |
| Ahmed Musa         | 14.10.1992     |             | PFK CSKA Moskva     |
| Brown Ideye        | 10.10.1988     |             | Olympiakos Pireus   |
| Emmanuel Emenike   | 10.5.1987      |             | FK Spartak Moskva   |
| Victor Moses       | 12.12.1990     |             | Chelsea FC          |
| Ikechukwu Uche     | 5.1.1984       |             | Villarreal CF       |

### Burkina Faso
Hlavní trenér:  Paul Put
| Jméno                 | Datum narození | Datum úmrtí                     | Klub                     |
| Brankáři              | Brankáři       | Brankáři                        | Brankáři                 |
| --------------------- | -------------- | ------------------------------- | ------------------------ |
| Daouda Diakité        | 30.3.1983      |                                 | Lierse SK                |
| Abdoulaye Soulama     | 29.11.1979     | 27. října 2017 (ve věku 37 let) | Asante Kotoko SC         |
| Germain Sanou         | 26.5.1992      |                                 | AS Saint-Étienne         |
| Obránci               |                |                                 |                          |
| Henri Traoré          | 13.4.1983      |                                 | Ashanti Gold SC          |
| Bakary Koné           | 27.4.1988      |                                 | Olympique Lyon           |
| Florent Rouamba       | 31.12.1986     |                                 | FC Šeriff Tiraspol       |
| Paul Koulibaly        | 24.3.1986      |                                 | FC Dinamo București      |
| Saïdou Panandétiguiri | 22.3.1984      |                                 | Royal Antwerp FC         |
| Benjamin Balima       | 20.3.1985      |                                 | FC Šeriff Tiraspol       |
| Záložníci             |                |                                 |                          |
| Mohamed Koffi         | 30.12.1986     |                                 | Petrojet FC              |
| Djakaridja Koné       | 22.7.1986      |                                 | Evian Thonon Gaillard FC |
| Jonathan Pitroipa     | 12.4.1986      |                                 | Stade Rennais FC         |
| Issouf Ouattara       | 7.10.1988      |                                 | PSFK Černomorec Burgas   |
| Ali Rabo              | 6.6.1986       |                                 | Ittihad El-Shorta        |
| Charles Kaboré        | 9.2.1988       |                                 | Olympique Marseille      |
| Abdou Razack Traoré   | 28.12.1988     |                                 | Gaziantepspor            |
| Útočníci              |                |                                 |                          |
| Hugues-Wilfried Dah   | 10.7.1986      |                                 | Al-Dhaid Club            |
| Moumouni Dagano -     | 3.1.1981       |                                 | Al-Sailiya SC            |
| Alain Traoré          | 31.12.1988     |                                 | FC Lorient               |
| Aristide Bancé        | 19.9.1984      |                                 | FC Augsburg              |
| Pierre Koulibaly      | 24.3.1986      |                                 | Al-Dhaid Club            |
| Wilfried Sanou        | 16.3.1984      |                                 | Kjóto Sanga FC           |
| Préjuce Nakoulma      | 21.4.1987      |                                 | Górnik Zabrze            |

### Etiopie
Hlavní trenér:  Sewnet Bishaw
| Jméno             | Datum narození | Datum úmrtí | Klub                |
| Brankáři          | Brankáři       | Brankáři    | Brankáři            |
| ----------------- | -------------- | ----------- | ------------------- |
| Sisay Bancha      | 25.6.1985      |             | Ethiopian Coffee SC |
| Jemal Tassew      | 27.4.1989      |             | Dedebit FC          |
| Zerihun Tadele    | 31.10.1989     |             | Defence Force SC    |
| Obránci           |                |             |                     |
| Degu Debebe -     | 19.3.1984      |             | Saint George SC     |
| Abebaw Butako     | 20.4.1987      |             | Saint George SC     |
| Aynalem Hailu     | 12.10.1986     |             | Dedebit FC          |
| Alula Girma       | 15.7.1993      |             | Saint George SC     |
| Birhanu Bogale    | 27.2.1986      |             | Dedebit FC          |
| Biyadiglign Elyas | 24.5.1988      |             | Saint George SC     |
| Seyoum Tesfaye    | 19.12.1989     |             | Dedebit FC          |
| Záložníci         |                |             |                     |
| Yared Zinabu      | 22.6.1989      |             | Saint George SC     |
| Asrat Megersa     | 20.6.1987      |             | EEPCO FC            |
| Minyahil Teshome  | 14.11.1985     |             | Dedebit FC          |
| Yussuf Saleh      | 22.3.1984      |             | Syrianska FC        |
| Shimelis Bekele   | 17.10.1990     |             | Saint George SC     |
| Behailu Assefa    | 30.12.1989     |             | Dedebit FC          |
| Addis Hintsa      | 30.6.1987      |             | Dedebit FC          |
| Útočníci          |                |             |                     |
| Saladin Said      | 29.10.1988     |             | Wadi Degla SC       |
| Getaneh Kebede    | 2.4.1992       |             | Dedebit FC          |
| Oumed Oukri       | 5.12.1990      |             | Defence Force SC    |
| Fuad Ibrahim      | 15.8.1991      |             | Minnesota United FC |
| Dawit Estifanos   | 27.2.1988      |             | Ethiopian Coffee SC |
| Adane Girma       | 25.6.1985      |             | Saint George SC     |

## Skupina D

### Pobřeží slonoviny
Hlavní trenér:  Sabri Lamouchi
| Jméno             | Datum narození | Datum úmrtí                     | Klub                   |
| Brankáři          | Brankáři       | Brankáři                        | Brankáři               |
| ----------------- | -------------- | ------------------------------- | ---------------------- |
| Boubacar Barry    | 30.12.1979     |                                 | KSC Lokeren            |
| Daniel Yeboah     | 13.11.1984     |                                 | Dijon FCO              |
| Badra Ali Sangaré | 30.5.1986      |                                 | Séwé FC                |
| Obránci           |                |                                 |                        |
| Arthur Boka       | 2.4.1983       |                                 | VfB Stuttgart          |
| Kolo Touré        | 19.3.1981      |                                 | Manchester City FC     |
| Ismaël Traoré     | 18.8.1986      |                                 | Stade Brestois         |
| Igor Lolo         | 22.7.1982      |                                 | FK Kubáň Krasnodar     |
| Emmanuel Eboué    | 4.6.1983       |                                 | Galatasaray SK         |
| Sol Bamba         | 13.1.1985      | 31. srpna 2024 (ve věku 39 let) | Trabzonspor            |
| Záložníci         |                |                                 |                        |
| Didier Zokora     | 14.12.1980     |                                 | Trabzonspor            |
| Romaric           | 4.6.1983       |                                 | Real Zaragoza          |
| Abdul Razak       | 11.11.1992     |                                 | Manchester City FC     |
| Cheick Tioté      | 21.6.1986      | 5. června 2017 (ve věku 30 let) | Newcastle United FC    |
| Didier Ya Konan   | 25.2.1984      |                                 | Hannover 96            |
| Siaka Tiéné       | 22.2.1982      |                                 | Paris Saint-Germain FC |
| Yaya Touré        | 13.5.1983      |                                 | Manchester City FC     |
| Útočníci          |                |                                 |                        |
| Arouna Koné       | 11.11.1983     |                                 | Wigan Athletic FC      |
| Salomon Kalou     | 5.8.1985       |                                 | Lille OSC              |
| Gervinho          | 27.5.1987      |                                 | Arsenal FC             |
| Didier Drogba -   | 11.3.1978      |                                 | Galatasaray SK         |
| Wilfried Bony     | 10.12.1988     |                                 | Vitesse                |
| Max Gradel        | 30.11.1987     |                                 | AS Saint-Étienne       |
| Lacina Traoré     | 20.5.1990      |                                 | FK Anži Machačkala     |

### Tunisko
Hlavní trenér:  Samí Trabelsí
| Jméno                | Datum narození | Datum úmrtí | Klub                        |
| Brankáři             | Brankáři       | Brankáři    | Brankáři                    |
| -------------------- | -------------- | ----------- | --------------------------- |
| Farúk bin Mustafa    | 1.7.1989       |             | CA Bizertin                 |
| Ajmán Maslúsí        | 14.9.1984      |             | Étoile Sportive du Sahel    |
| Moéz bin Šarífia     | 24.6.1991      |             | Espérance Sportive de Tunis |
| Obránci              |                |             |                             |
| Bílel Ífa            | 9.3.1990       |             | Club Africain               |
| Valíd Hičrí          | 5.3.1986       |             | Espérance Sportive de Tunis |
| Fátih Garbí          | 12.3.1983      |             | CS Sfaxien                  |
| Čadí Hamámí          | 14.6.1986      |             | Kuwait SC                   |
| Chalíl Čamám -       | 24.7.1987      |             | Espérance Sportive de Tunis |
| Anís Búsaídí         | 10.4.1981      |             | SK Tavrija Simferopol       |
| Ajmán Abdannúr       | 6.8.1989       |             | Toulouse FC                 |
| Záložníci            |                |             |                             |
| Hatán Barátlí        | 9.1.1991       |             | Club Africain               |
| Čamsadín Daúdí       | 15.1.1987      |             | Étoile Sportive du Sahel    |
| Júsef Msakní         | 28.10.1990     |             | Al-Duhail SC                |
| Usáma Darágí         | 3.4.1987       |             | FC Sion                     |
| Wissám bin Jahjá     | 9.9.1984       |             | Mersin İdmanyurdu SK        |
| Medždí Tráví         | 13.12.1983     |             | Espérance Sportive de Tunis |
| Chalíd Múlhí         | 13.2.1981      |             | Espérance Sportive de Tunis |
| Vahbí Chazrí         | 8.2.1991       |             | SC Bastia                   |
| Útočníci             |                |             |                             |
| Hamdí Harbáví        | 5.1.1985       |             | KSC Lokeren                 |
| Fachraddín bin Júsif | 21.6.1991      |             | CS Sfaxien                  |
| Zuhír Daúdí          | 1.1.1988       |             | Evian Thonon Gaillard FC    |
| Isám Džamá           | 28.1.1984      |             | Kuwait SC                   |
| Sábir Chalífa        | 14.10.1986     |             | Evian Thonon Gaillard FC    |

### Alžírsko
Hlavní trenér:  Vahid Halilhodžić
| Jméno              | Datum narození | Datum úmrtí | Klub                   |
| Brankáři           | Brankáři       | Brankáři    | Brankáři               |
| ------------------ | -------------- | ----------- | ---------------------- |
| Azzadín Dúcha      | 5.8.1986       |             | USM El Harrach         |
| Cédric Sí Muhammad | 9.1.1985       |             | JSM Béjaïa             |
| Raís M'Bolhí       | 25.4.1986      |             | Gazélec Ajaccio        |
| Obránci            |                |             |                        |
| Ljasín Cadamuro    | 5.3.1988       |             | Real Sociedad          |
| Issaíd Bilkalím    | 1.1.1989       |             | JS Kabylie             |
| Rafík Halíš        | 2.9.1986       |             | Académica de Coimbra   |
| Džamil Misbáh      | 9.10.1984      |             | AC Milán               |
| Carl Medžání       | 15.5.1985      |             | AC Ajaccio             |
| Fauzí Ghulám       | 1.2.1991       |             | AS Saint-Étienne       |
| Alí Riál           | 26.3.1980      |             | JS Kabylie             |
| Záložníci          |                |             |                        |
| Mahdí Mustafa      | 30.8.1983      |             | AC Ajaccio             |
| Rijád Búdabúz      | 19.2.1990      |             | FC Sochaux-Montbéliard |
| Mahdí Lasín -      | 15.5.1984      |             | Getafe CF              |
| Sufján Fighúlí     | 26.12.1989     |             | Valencia CF            |
| Fúad Kádir         | 5.12.1983      |             | Olympique Marseille    |
| Adlín Guediúra     | 12.11.1985     |             | Nottingham Forest FC   |
| Chalíd Limmúčia    | 6.12.1981      |             | Club Africain          |
| Jasín Bizzáz       | 10.8.1981      |             | CS Constantine         |
| Sád Tidžár         | 14.1.1986      |             | USM Alger              |
| Útočníci           |                |             |                        |
| Islám Slimaní      | 18.6.1988      |             | CR Belouizdad          |
| Hameur Búáza       | 22.2.1985      |             | Racing de Santander    |
| Amín Aúdia         | 6.6.1987       |             | ES Sétif               |
| Arbí Hilál Súdání  | 25.11.1987     |             | Vitória SC             |

### Togo
Hlavní trenér:  Didier Six
| Jméno               | Datum narození | Datum úmrtí | Klub                     |
| Brankáři            | Brankáři       | Brankáři    | Brankáři                 |
| ------------------- | -------------- | ----------- | ------------------------ |
| Mawugbé Atsou       | 20.8.1986      |             | Maranatha FC             |
| Kossi Agassa        | 2.7.1978       |             | Stade Reims              |
| Baba Tchagouni      | 31.12.1990     |             | Dijon FCO                |
| Obránci             |                |             |                          |
| Daré Nibombé        | 16.6.1980      |             | Royal Francs Borains     |
| Serge Akakpo        | 15.10.1987     |             | MŠK Žilina               |
| Abdoul-Gafar Mamah  | 24.8.1985      |             | FC Dacia Chişinău        |
| Vincent Bossou      | 7.2.1986       |             | Becamex Binh Duong FC    |
| Sadat Ouro-Akoriko  | 1.2.1988       |             | Free State Stars FC      |
| Kodjo Amétépé       | 3.10.1990      |             | Maranatha FC             |
| Dakonam Djene       | 31.12.1991     |             | Coton Sport FC de Garoua |
| Záložníci           |                |             |                          |
| Dové Womé           | 8.6.1991       |             | Free State Stars FC      |
| Moustapha Salifou   | 1.6.1983       |             | bez angažmá              |
| Floyd Ayité         | 12.3.1988      |             | Stade Reims              |
| Sapol Mani          | 5.6.1991       |             | CA Batna                 |
| Prince Segbefia     | 11.3.1991      |             | AJ Auxerre               |
| Alaixys Romao       | 18.1.1984      |             | FC Lorient               |
| Donou Kokou         | 24.4.1991      |             | Maranatha FC             |
| Útočníci            |                |             |                          |
| Emmanuel Adebayor - | 26.2.1984      |             | Tottenham Hotspur FC     |
| Komlan Amewou       | 15.12.1983     |             | Nîmes Olympique          |
| Jonathan Ayité      | 7.9.1985       |             | Stade Brestois           |
| Serge Gakpé         | 7.5.1987       |             | FC Nantes                |
| Mèmè Placca Fessou  | 1.12.1994      |             | OC Agaza                 |
| Kalen Damessi       | 28.3.1990      |             | Lille OSC                |